# Chanteloup (Deux-Sèvres)
Chanteloup é uma comuna francesa na região administrativa da Nova Aquitânia, no departamento de Deux-Sèvres. Estende-se por uma área de 20,71 km². Em 2010 a comuna tinha 1 035 habitantes (densidade: 50 hab./km²).